# NAP1L5
NAP1L5 (англ. Nucleosome assembly protein 1 like 5) – білок, який кодується однойменним геном, розташованим у людей на 4-й хромосомі. Довжина поліпептидного ланцюга білка становить 182 амінокислот, а молекулярна маса — 19 593.
| 10         |  | 20         |  | 30         |  | 40         |  | 50         |
| ---------- |  | ---------- |  | ---------- |  | ---------- |  | ---------- |
| MADSENQGPA |  | EPSQAAAAAE |  | AAAEEVMAEG |  | GAQGGDCDSA |  | AGDPDSAAGQ |
| MAEEPQTPAE |  | NAPKPKNDFI |  | ESLPNSVKCR |  | VLALKKLQKR |  | CDKIEAKFDK |
| EFQALEKKYN |  | DIYKPLLAKI |  | QELTGEMEGC |  | AWTLEGEEEE |  | EEEYEDDEEE |
| GEDEEEEEAA |  | AEAAAGAKHD |  | DAHAEMPDDA |  | KK         |  |            |

A: Аланін

C: Цистеїн

D: Аспарагінова кислота

E: Глутамінова кислота

F: Фенілаланін

G: Гліцин

H: Гістидин

I: Ізолейцин

K: Лізин

L: Лейцин

M: Метіонін

N: Аспарагін

P: Пролін

Q: Глутамін

R: Аргінін

S: Серин

T: Треонін

V: Валін

W: Триптофан

Локалізований у ядрі.